# Sal binària
Les sals binàries o sals hidràcides són compostos químics formats per un metall i un no-metall, obtinguts quan es substitueix l'hidrogen d'un hidràcid per un metall. L'anió de l'hidràcid (p. e. el clorur) actua amb un nombre d'oxidació negatiu i el metall amb nombre positiu (+).

## Exemples
| 1 | HCl                        | +   | Na(OH)                       | --> | NaCl                  | +   | H₂O   |
|   | Àcid clorhídric (Hidràcid) | N/A | Hidròxid de sodi (Hidròxid)  | N/A | Clorur de sodi (sal)  | N/A | Aigua |
| 2 | HCl                        | +   | Ca(OH)₂                      | --> | CaCl₂                 | +   | H₂O   |
|   | Àcid clorhídric (Hidràcid) | N/A | Hidròxid de calci (Hidròxid) | N/A | Clorur de calci (sal) | N/A | Aigua |

## Nomenclatura
Per nomenar les sals d'hidràcid s'afegeix el sufix «-ur» a l'arrel del no metall.
| Compost | N. Clàssica      | Stock                 |
| ------- | ---------------- | --------------------- |
| CaF₂    | Fluorur de calci | Fluorur de calci (II) |
| FeCl₂   | Clorur ferrós    | Clorur de ferro (II)  |
| FeCl₃   | Clorur fèrric    | Clorur de ferro (III) |

| Fórmula                        | Nom tradicional | Nom amb el Sistema Stock |
| ------------------------------ | --------------- | ------------------------ |
| HClac + CuOH ---> CuCl + H₂O   | Clorur cuprós   | Clorur de coure (I)      |
| 2(HBr)+HgO ---> Hg²(Br)₂ + H₂O | Bromur mercúric | Bromur de mercuri (II)   |